# Plesiops nakaharai
Plesiops nakaharai és una espècie de peix de la família Plesiopidae i de l'ordre dels perciformes.

## Morfologia
Els mascles poden assolir els 14 cm de longitud total.

## Distribució geogràfica
Es troba a Taiwan i a la costa oriental del Japó central (des de les Illes Izu fins a Kōchi).